# Alexandre Isidore Leroy de Barde
Alexandre Isidore Leroy de Barde, né en février 1777 à Montreuil-sur-Mer et mort le 5 juin 1829 à Paris, est un peintre français actif en Angleterre.

## Biographie
Alexandre Isidore Leroy de Barde naît à Montreuil-sur-Mer le 15 ou le 27 février 1777,. Il est le fils de François-Isidore Leroy de Barde et de Marie Lebel.
Il semble être autodidacte. En 1792, il émigre en Angleterre avec sa famille monarchiste pour éviter la Révolution. 
Il se voue à l'aquarelle qu'une Anglaise souhaite remettre à l'honneur et se consacre surtout à l'étude des natures mortes.
La première mention de lui en tant qu'artiste est celle d'un exposant "honoraire" à l'exposition de l'Académie royale de 1797 où il expose deux aquarelles, Fruit et Raisins.
Il accompagne Louis XVIII à Gand en qualité de garde du corps et ne rentre à Montreuil qu'après la chute définitive de l'Empire. Le roi le fait chevalier de saint Louis en 1816 et lui confère l'année suivante le titre de son premier peintre d'histoire naturelle.
Marié en 1818, il partage quelques années après sa résidence entre Paris et Bernieulles.
Passionné de voyage, d'exotisme et par les curiosités, il parcourt pendant vingt ans le monde à la recherche d'objets, de minéraux, de fossiles... puis il ouvre, à Paris, un cabinet de Curiosités constitué de 2 192 spécimens d’histoire naturelle (oiseaux, coquillages, animaux, minéraux), de 80 vases et objets d’antiquités et de 288 « curiosités des sauvages » provenant des mers du Sud (armes, habillement, ustensiles, instruments de marine, de musique).
Ce Cabinet sera cédé à la Société d’agriculture et des arts de Boulogne pour qu'elle fonde à partir de ses éléments un musée. Il vend pour 10 000 francs à la ville de Boulogne ses collections d'histoire naturelle et d'antiquités comprenant 2 640 pièces. Le 11 mai 1825, le conseil municipal de Boulogne-sur-mer décide de l’achat de ces « curiosités », et de la création de ce musée dans les bâtiments de l’ancien séminaire, Grand-Rue. 
Il meurt à Paris le 5 juin 1829,.
Après sa mort, les tableaux qu'il avait collectionnés sont achetés par la ville de Boulogne-sur-Mer.
Trois de ses gouaches ornent en 2008 le bureau d'Henri Loyrette, président-directeur du musée du Louvre jusqu'en 2013.

## Famille
La famille Leroy de Barde est une famille noble française éteinte, originaire de Picardie, ayant compté quelques personnalités sous l'Ancien Régime. Parmi elles, des  receveurs généraux des Finances comme Armand Leroy de Barde ou François Leroy de Barde (officier) et, au XVIIIe siècle, le peintre Alexandre Isidore Leroy de Barde (1777-1828), promoteur des cabinets de curiosités.

### Histoire

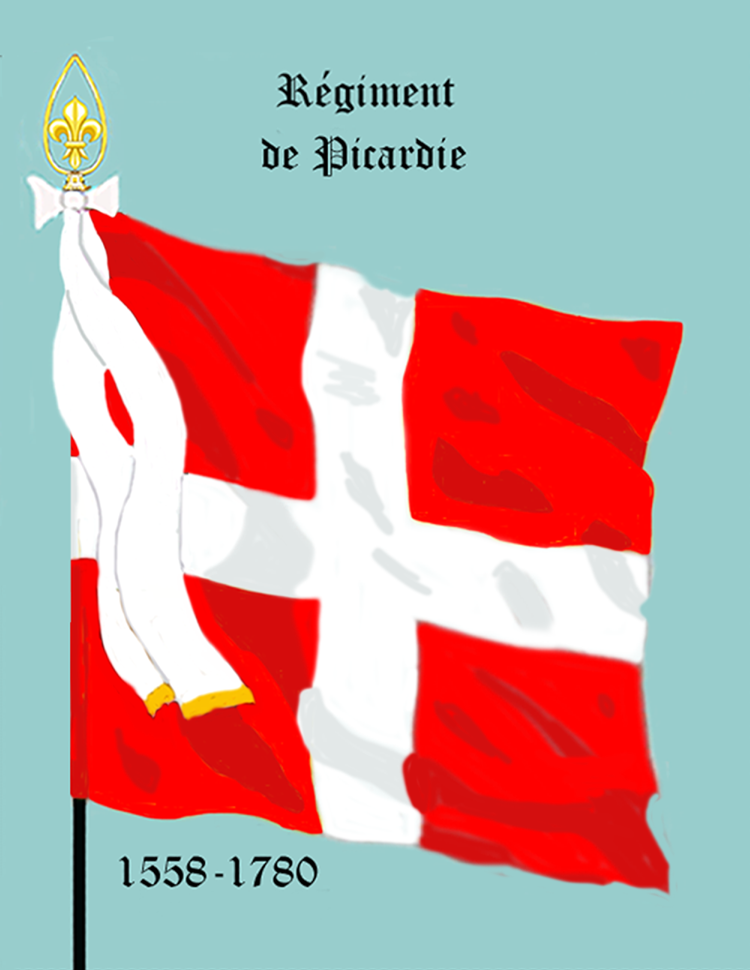
Drapeau d'ordonnance du régiment de Picardie

Nicolas Leroy, seigneur de Moyenneville, prend le nom de « Barde », issu d'un fief situé à Coulonvillers que son épouse née Antoinette de Hesdin lui a apporté en dot par leur mariage, le 5 novembre 1546. Dans les Archives généalogiques et historiques de la noblesse de France de M. Laîné (publiées en 1828), on lit qu'au XVIe siècle, le fils de Nicolas Leroy fut Adrien Leroy (1582-1627), écuyer, seigneur de Barde, Limeux, Royaumont, Le Titre et Valines. 
On a relevé le nom d'Adrien Leroy parmi ceux inscrits en minuscule gothique sur la grande cloche de l'église de Cayeux-sur-Mer en 1602. Il appartenait à la maison du duc de Guise et était trésorier de France à Amiens. Marié le 5 février 1613 avec Charlotte de Rune, il sera à sa mort en 1627 inhumé en l'église du couvent des Cordeliers à Abbeville. il eut comme descendants Claude, François, Antoinette. Du mariage de François avec Élisabeth Desfontaines, le 14 juillet 1641, naît Nicolas ; du mariage de ce dernier Nicolas avec Antoinette de Cacheleu, le 3 août 1673, naît le prénommé de même Nicolas qui, épousant Marguerite Thérèse Tillette de La Motte le 12 avril 1698, est le père de Nicolas-François Leroy, chevalier, seigneur de Barde.
Né le 8 juillet 1740 du mariage de Nicolas-François Leroy et de Marie-Jeanne Prévost, François Isidore Leroy de Barde, seigneur de Royaulmont, de Hurt, de Bois-Collart, ancien capitaine au régiment de Picardie, a émigré à Londres en 1792, fuyant la Révolution française avec son épouse née Marie Françoise Le Bel de la Fresnoye et ses enfants, et fait les campagnes de Mgr le duc de Bourbon accompagné de ses deux plus jeunes fils. Il est mort à Abbeville le 28 août 1811. 

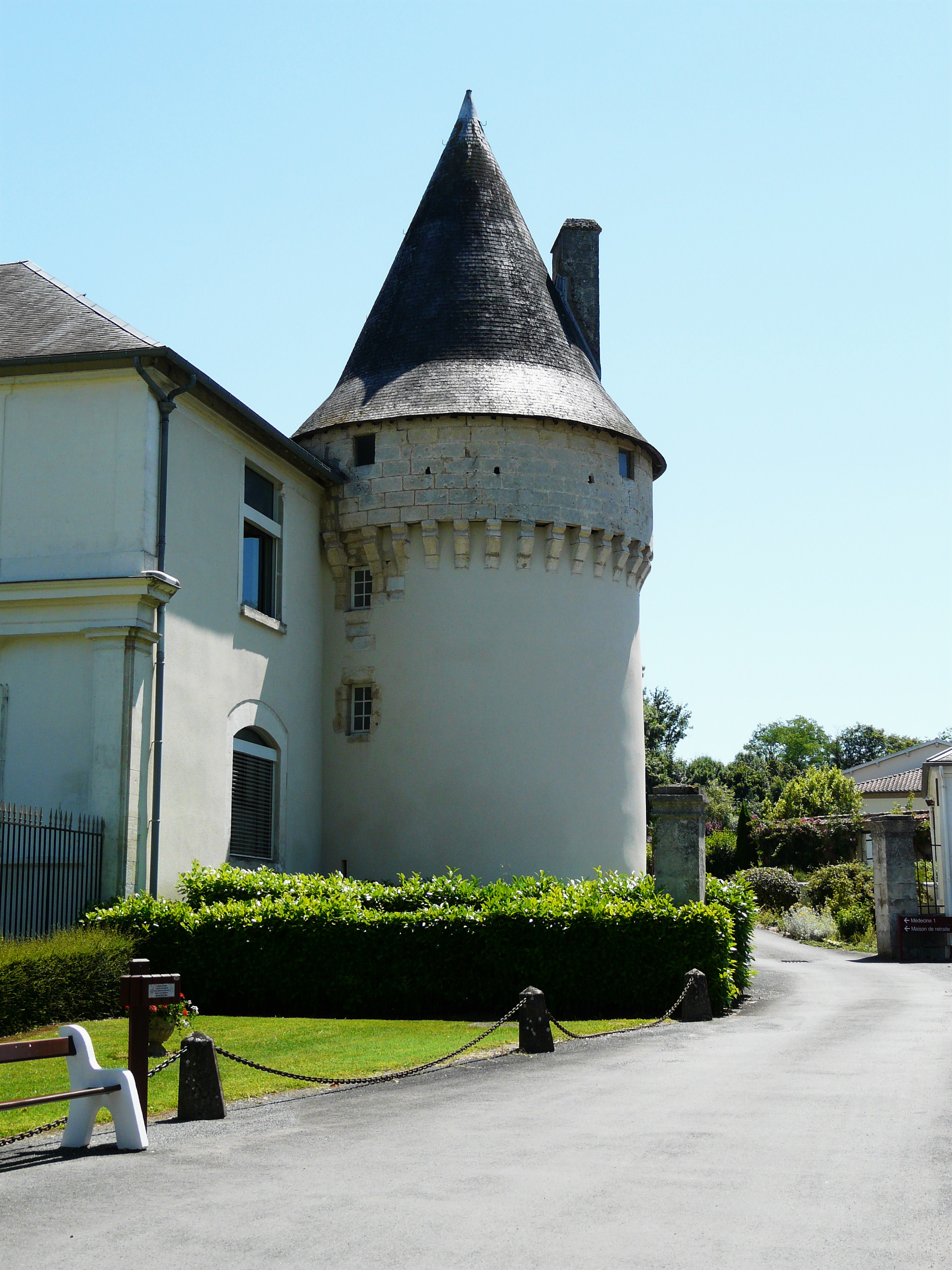
Le château de Lanmary en Dordogne

Le plus jeune de ses fils est Alexis Hilarion, né en 1779, chevalier de l'ordre de Saint-Jean de Jérusalem. Le second est Alexandre Isidore, né en 1777 (voir ci-dessus). Armand Nicolas, le plus âgé, fut page de Louis XVI.
Né le 30 septembre 1772 à Buire-le-Sec et receveur général des finances, Armand Nicolas Leroy de Barde épouse le 1er juillet 1806 à Londres Adèle Louise Henriette de Sainte-Hermine. Il est fait chevalier de Saint-Louis. Receveur général à Périgueux, il fait en 1820 ou 1822 l'acquisition du château de Lanmary, « s'y installe avec sa femme et ses quatre enfants et le transforme considérablement ». On lit son nom sur l'obélisque qu'il fait ériger en 1836 dans la forêt de Lanmary, sur l'actuelle commune de Cornille. Il meurt le 20 juin 1845 à Périgueux.

### Héraldique
Les Leroy portent « d'azur, à trois écus d'argent chacun chargé d'une croix pattée de gueules », les Hesdin, à qui ils doivent l'apport du fief de Barde portent « de gueules; à trois trèfles d'or, soutenus de trois croissants de même ».

## Œuvre
Spécialisé dans la représentation de sujets d'histoire naturelle, il est aussi collectionneur d'art. En 1803 il réalise une aquarelle représentant soixante et onze coquillages.
Son œuvre Réunion d'oiseaux étrangers placés dans différentes caisses, exécutée en 1810, fait l'objet d'une exposition à Londres en 1814, puis à Paris, en 1817, puis le roi Louis XVIII acquiert de lui six grandes gouaches (dont Réunion d'oiseaux étrangers placés dans différentes caisses, toutes aujourd'hui conservées au musée du Louvre) et le nomme « Premier peintre d’histoire naturelle ».
- Musée du Louvre, six tableaux sus-mentionnés de la collection du roi Louis XVIII ainsi qu'une nature morte aux prunes et pêches, aquarelle et gouache.
  - Minéraux cristallisés, aquarelle gouachée sur papier fort, 126 × 80 cm[18]
  - Choix de coquillages rangés sur des rayons, aquarelle gouachée sur papier fort, 125 × 90 cm[18]
- Château-musée de Boulogne-sur-Mer, Andromaque brûlant le corps d'Hector, aquarelle et gouache, 45x51cm[19].

Aquarelles et gouaches d'Alexandre Isidore Leroy de Barde conservées au musée du Louvre
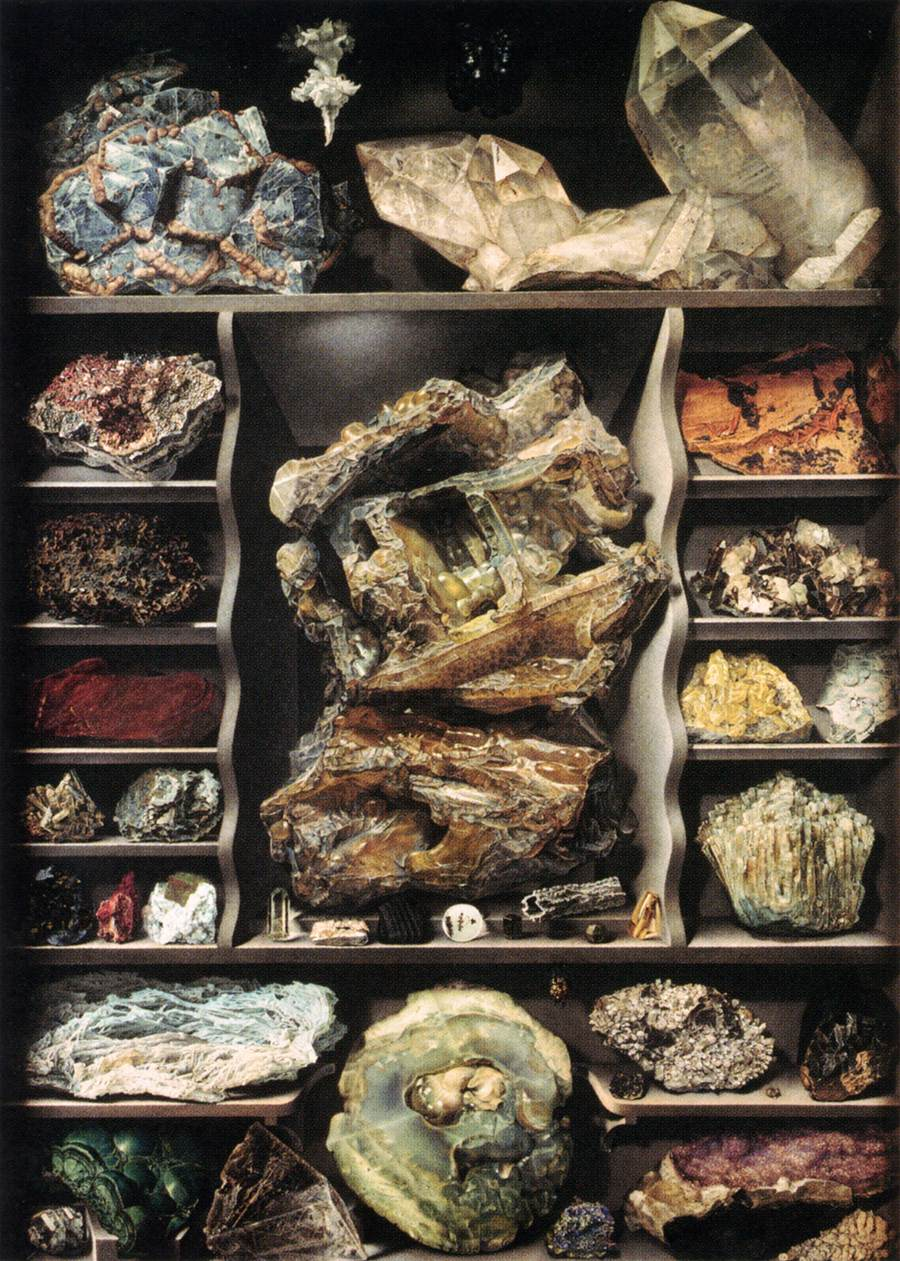
Minéraux cristallisés, 126x80cm Musée du Louvre
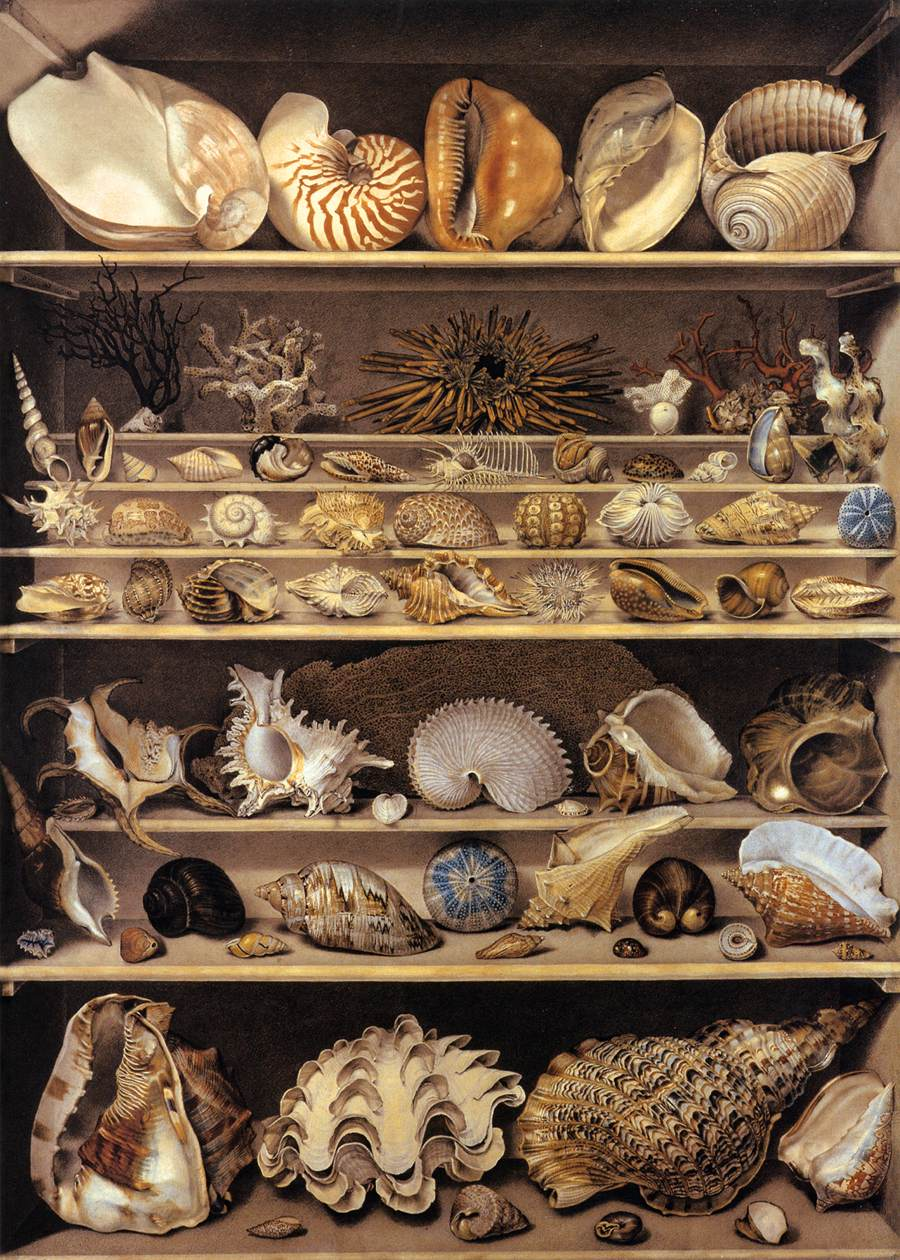
Choix de coquillages, 125x90cm Musée du Louvre
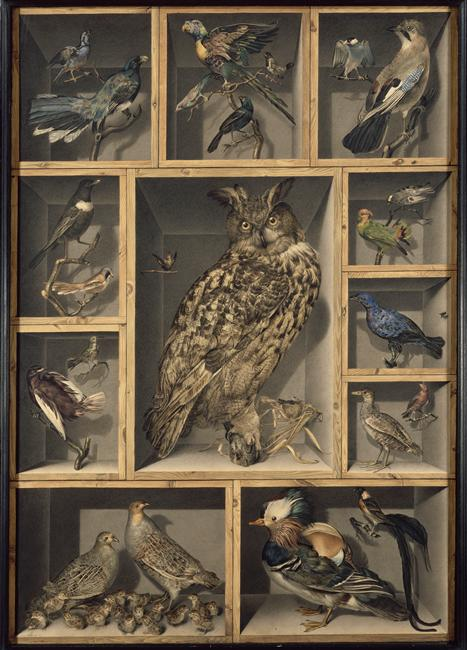
Nature morte aux oiseaux exotiques, 120x80cm
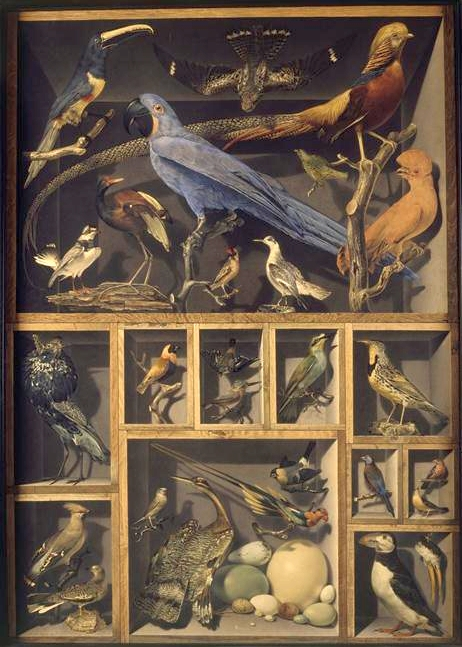
Réunion d'oiseaux étrangers placés dans différentes caisses, 126x90cm
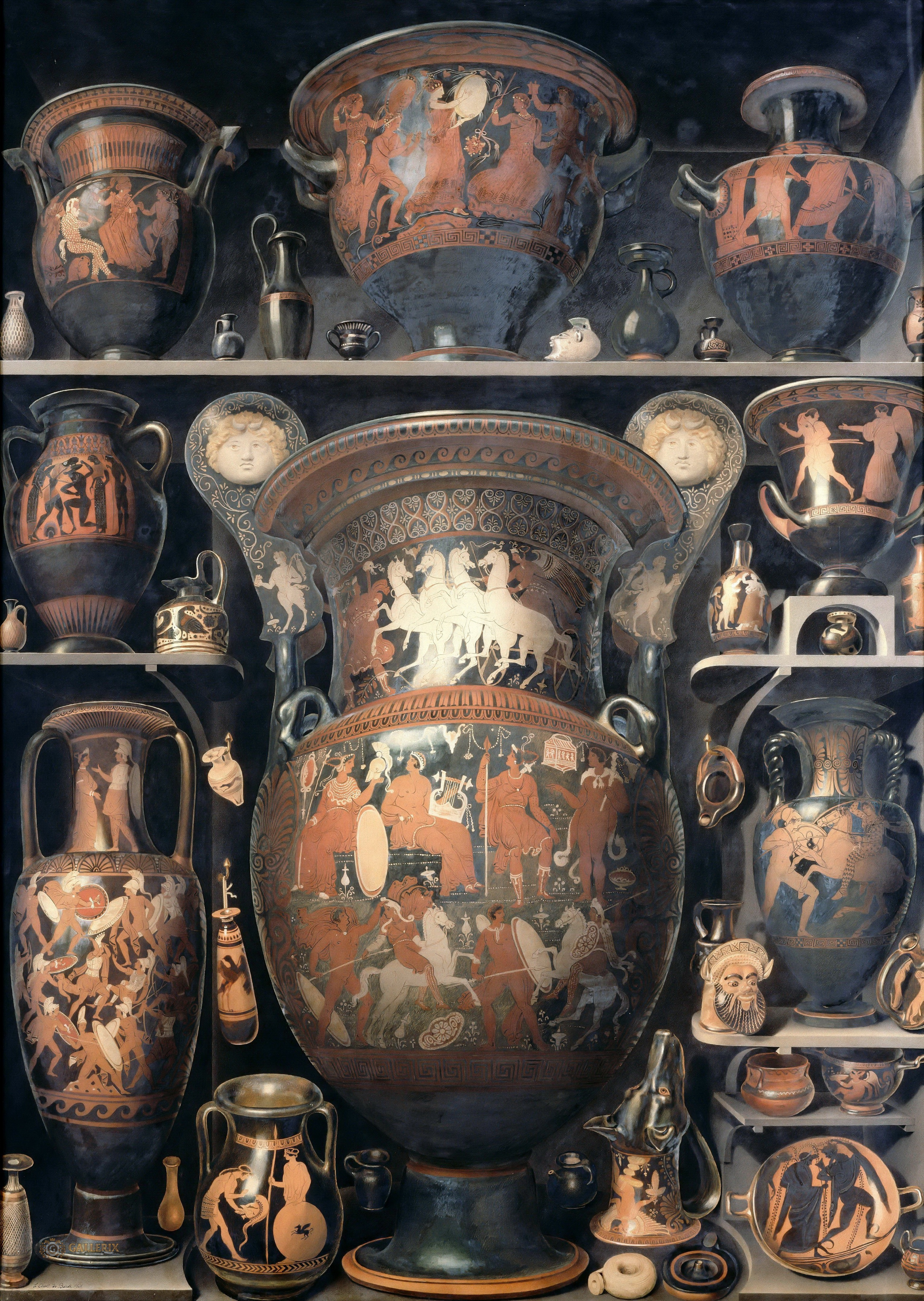
Vases grecs et étrusques, 150x110cm

## Expositions
- Royal Academy, Londres, 1797, 1800, 1801, 1802.
- Salon de Paris, 1814.
- De David à Delacroix - La peinture française de 1774 à 1830, Grand Palais, Paris, 1974-1975[20].